# Tillandsia duratii
Tillandsia duratii là một loài thuộc chi Tillandsia. Đây là loài bản địa của Bolivia.

## Hình ảnh

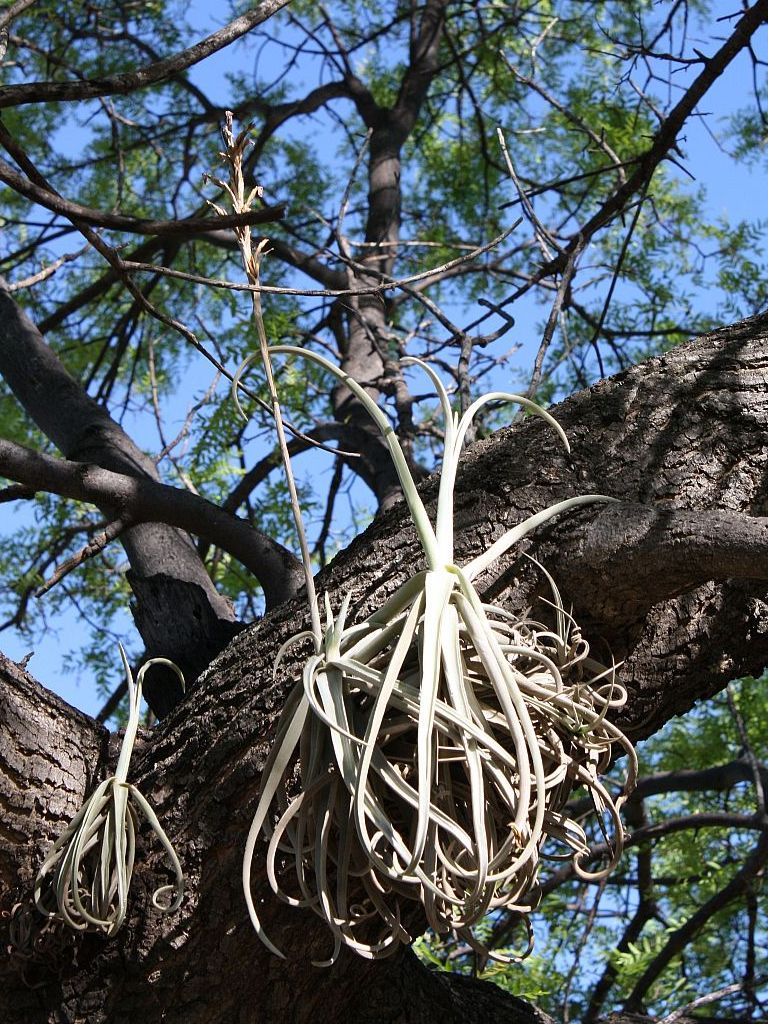
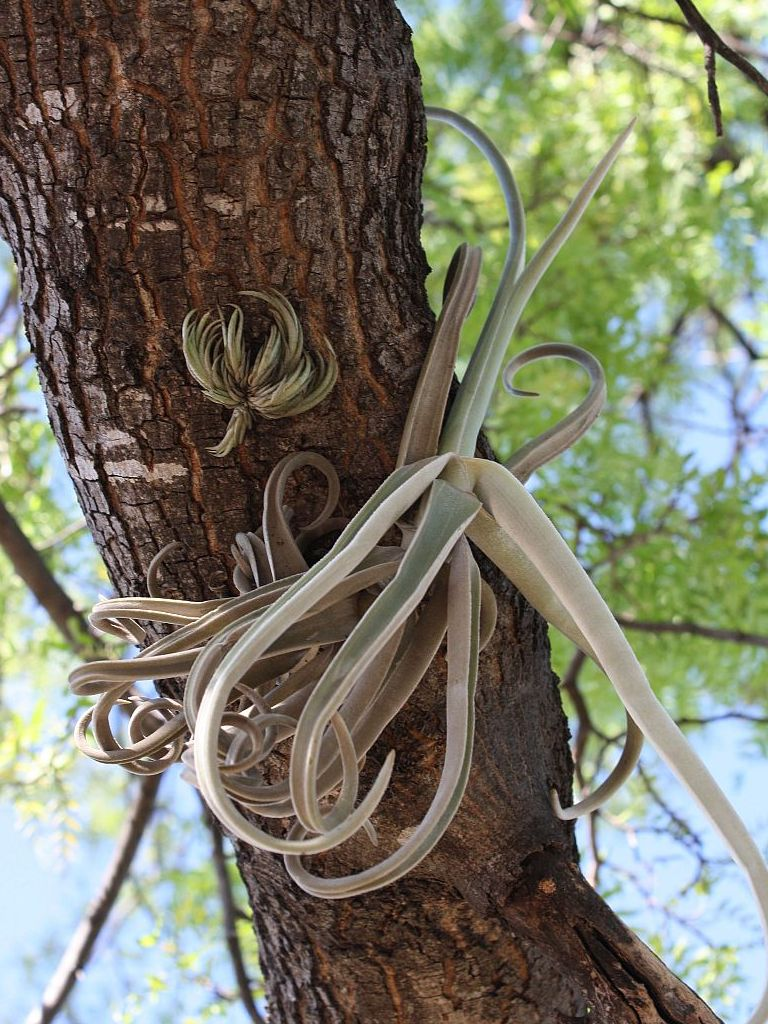
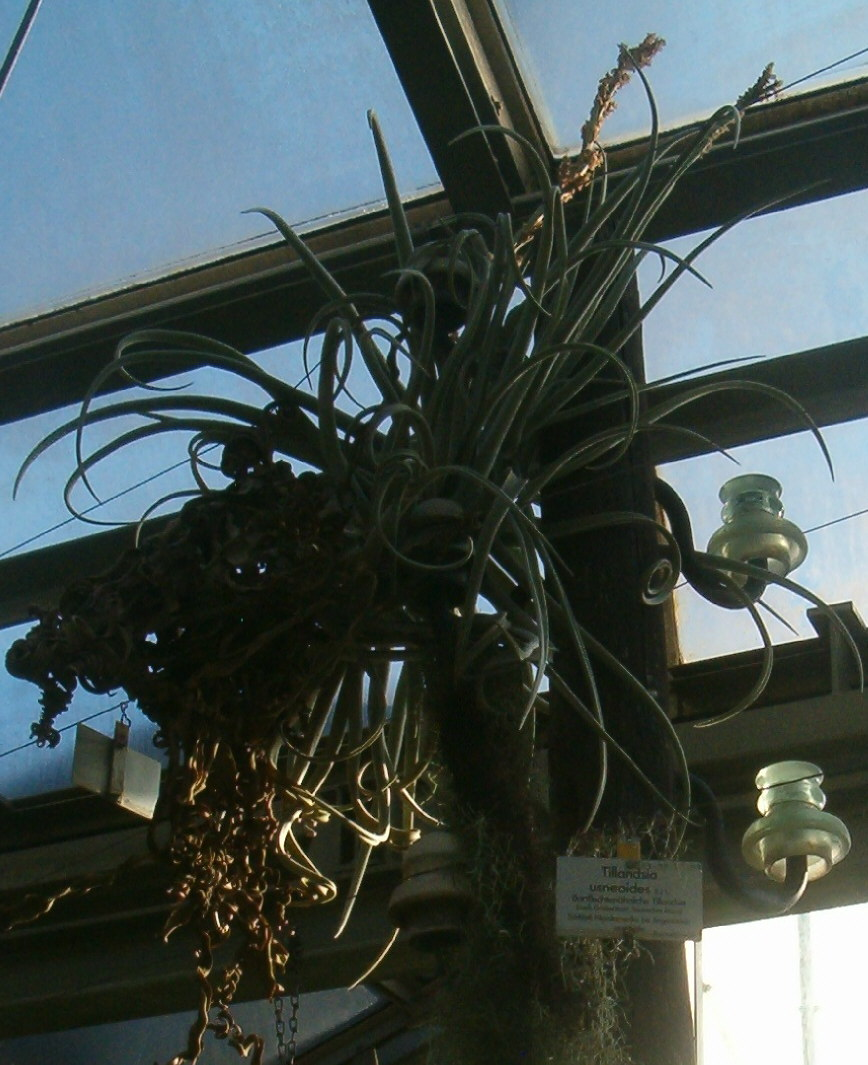
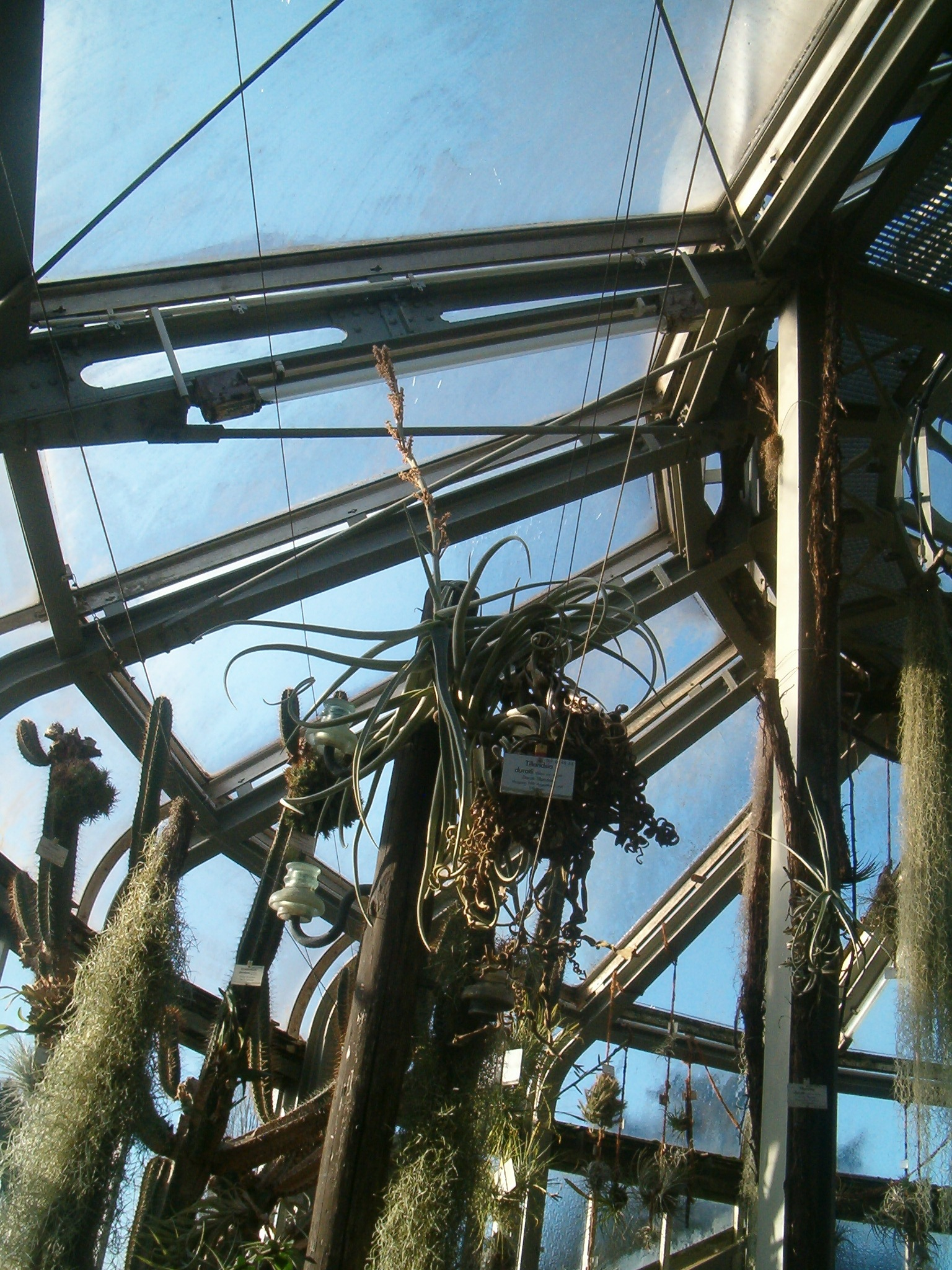

## Giống
- Tillandsia 'Burnt Fingers'
- Tillandsia 'Lilac Spire'
- Tillandsia 'Pacific Blue'
- Tillandsia 'Wo'